# Sü Aj
Sü Aj (čínsky pchin-jinem Xú Ài, znaky zjednodušené 徐爱, tradiční 徐愛; 1487–1517) byl čínský úředník a neokonfuciánský filozof žijící a působící v mingské Číně.

## Jména
Sü Aj používal zdvořilostní jméno Jüe-žen (čínsky pchin-jinem Yuērén, znaky 曰仁) a literární pseudonym Cheng-šan (čínsky pchin-jinem Héngshān, znaky tradiční 橫山).

## Život a dílo
Rodina Sü Aje pocházela z Ning-po v provincii Če-ťiang. Studoval konfuciánské klasiky, skládal úřednické zkoušky a roku 1508 složil i jejich nejvyšší stupeň, palácové zkoušky a získal hodnost ťin-š’. Poté nastoupil úřednickou kariéru. Sloužil jako správce Čchi-čou v metropolitní oblasti, poté v nižší funkci v nakingském ministerstvu vojenství a jako ředitel odboru nankingského ministerstva prací
Byl jedním z prvních žáků mingského neokonfuciánského filozofa Wang Jang-minga (také pocházejícího z prefektury Ning-po). Süovy záznamy Wangových přednášek tvoří první oddíl Návodu pro praktický život (Čchuan-si lu), sbírky Wangových rozhovorů, přednášek a korepondence.
Ve filozofii se věnoval promýšlení pojmů sin (srdce/mysl) a jeho podstaty (tchi) i funkce (jung). Podle svého bydliště je počítán mezi členy Čečungské Wangovy školy.
Onemocněl a zemřel relativně mladý, roku 1517.